# Playa do Porto
La Playa de Porto (Praia do Porto en gallego) es una playa localizada en la Parroquia de Taragoña, (Rianjo, provincia de La Coruña), en el interior de la Ría de Beluso; presenta un acceso sencillo por la carretera; su tamaño y capacidad es pequeña.
- Datos: Q11699754